# 富川駅
富川駅（とみかわえき）は、北海道（日高振興局）沙流郡日高町富川南2丁目にあった、北海道旅客鉄道（JR北海道）日高本線の駅（廃駅）である。電報略号はミハ。事務管理コードは▲132206。
1986年（昭和61年）10月まで運行されていた急行「えりも」の停車駅であった。
かつては平取までの沙流鉄道の接続駅であった。

## 歴史

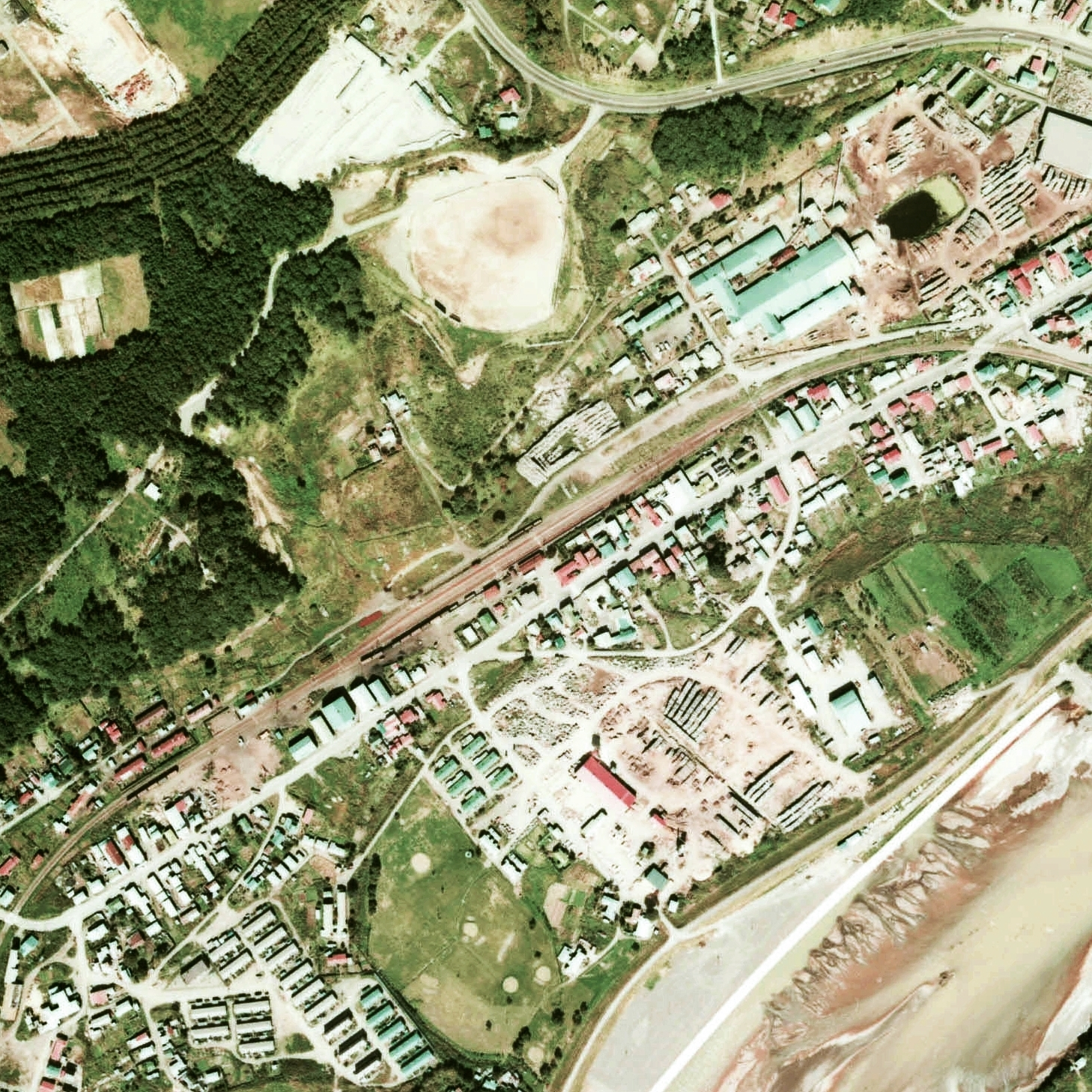
1975年の富川駅と周囲約750m範囲。右が静内方面。かつて沙流鉄道が右端踏切手前から道路に沿って分かれており、また、この分岐点付近から逆に駅裏側へ向かって右上の木工場敷地界に沿って専用線が敷かれていたが、一部が道路に転用されている。さらに駅表の川との間に見える貯木場はかつては倍以上の面積を持ち、川には陸揚網場が設けられていて、王子製紙向けの原木が山となっていたが、その中央へ貨物ホームへの引込み線から分岐した専用線が引きこまれていた。こちらも斜めに向かう裏道の一部や貯木場の外周道路の一部に転用されている。これらの状況は、国土地理院 地図・空中写真閲覧サービスの1952年10月（沙流鉄道廃止直前）撮影 USA-M149-13 等で確認することができる。

- 1913年（大正2年）10月1日：苫小牧軽便鉄道の佐瑠太駅（さるふとえき）として開業[3]。一般駅[1]。
- 1922年（大正11年）8月21日：沙流軌道（後の沙流鉄道）当駅 - 平取駅間開通。
- 1924年（大正13年）9月6日：日高拓殖鉄道当駅 - 厚賀駅間開通[4]。
- 1927年（昭和2年）8月1日：苫小牧軽便鉄道及び日高拓殖鉄道が国有化により鉄道省に移管[1]。線路名を日高線に改称、それに伴い同線の駅となる。
- 1929年（昭和4年）11月26日：
  - 鵡川駅 - 当駅間7.9哩から8.2哩へ約500m哩改程[5]。駅を北へ500m程移転。それに伴い沙流川渡河点変更および線路付け替え[注 1]。
  - 追分機関庫佐瑠太分庫設置。
- 1931年（昭和6年）11月10日：追分機関庫佐瑠太分庫廃止。
- 1943年（昭和18年）11月1日：線路名を日高本線に改称、それに伴い同線の駅となる。
- 1944年（昭和19年）4月1日：富川駅に改称[6]。
- 1952年（昭和27年）12月11日：沙流鉄道廃止。
- 1982年（昭和57年）11月15日：貨物取扱い廃止[1]。
- 1984年（昭和59年）2月1日：荷物取扱い廃止[1]。
- 1986年（昭和61年）11月1日：無人（簡易委託）化[7]。日高本線の特殊自動閉塞（電子符号照査式）化に伴う交換可能駅集約に伴い、棒線化[8]。
- 1987年（昭和62年）4月1日：国鉄分割民営化に伴い、北海道旅客鉄道（JR北海道）の駅となる[1]。
- 1989年（平成元年）：駅舎改築[9][10]。
- 時期不詳[注 2]：簡易委託廃止、完全無人化。
- 2015年（平成27年）
  - 1月8日：厚賀駅 - 大狩部駅間の高波被害により列車の運行を休止[JR北 2]。
  - 2月21日：代行バスの待合場所を駅から駅前の道道289号上設置のバス停付近に変更[JR北 3]。
- 2021年（令和3年）4月1日：鵡川駅 - 様似駅間の廃止に伴い、廃駅となる[JR北 1][運輸局 1]。

### 駅名の由来
当駅の所在する地名より。
旧駅名の佐瑠太（さるふと）は、アイヌ語の「サル・プト」（沙流川の河口）に由来する。

## 駅構造
単式ホーム1面1線を有した地上駅だった。ホームは線路の南東側（様似方面に向かって右手側、旧1番線）に存在した。転轍機を持たない棒線駅となっていた。かつては単式ホーム・島式ホーム（片面使用）複合型2面2線を有する列車交換可能な交換駅であった。互いのホームは駅舎側ホーム中央部分と対向ホーム東側を結んだ構内踏切で連絡した。駅舎側（南西側）が上りの1番線、対向側（北東側）が下りの2番線となっていた。また島式ホームの外側1線が側線として残っており、この側線からは苫小牧方に分岐する行き止まりの短い側線を1線有した。そのほか1番線の苫小牧方から分岐し駅舎南側のホーム切欠き部分の旧貨物ホームへの側線を1線、1番線苫小牧方と2番線様似方を結ぶ渡り線を1線有していた。交換設備運用廃止後は対向側の線路は側線を含め1993年（平成5年）までには撤去されたが、ホーム前後の線路は転轍機の名残で湾曲していた。
静内駅が管理していた無人駅だった。駅舎は構内の南東側に位置しホームに接していた。有人駅時代の駅舎は改築され、明かり窓を配した鋭角的にそそり立つ合掌部分と板張りの外壁を有する木造駅舎となっていた。ホーム側には木彫りの熊の顔が掛けられていた。駅舎とは別棟でトイレ棟を有した。
かつては駅舎内に売店があった（1993年（平成5年）3月時点では営業中であった）。また「ハヨピラ ししゃも祭り」と記載された駅スタンプが設置されていた。
自動券売機設置駅だった。

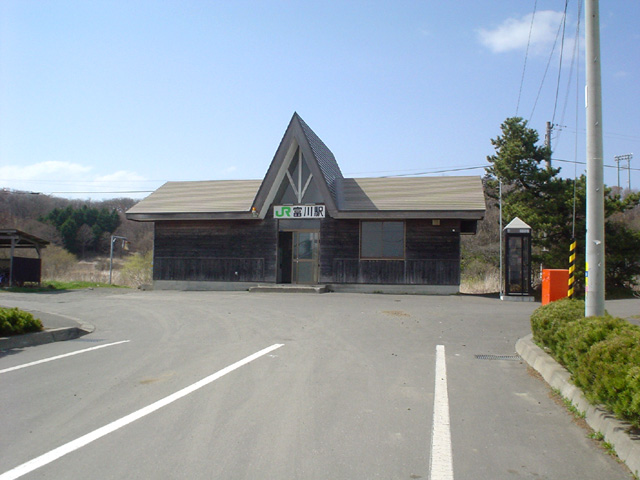
駅舎（2005年5月）
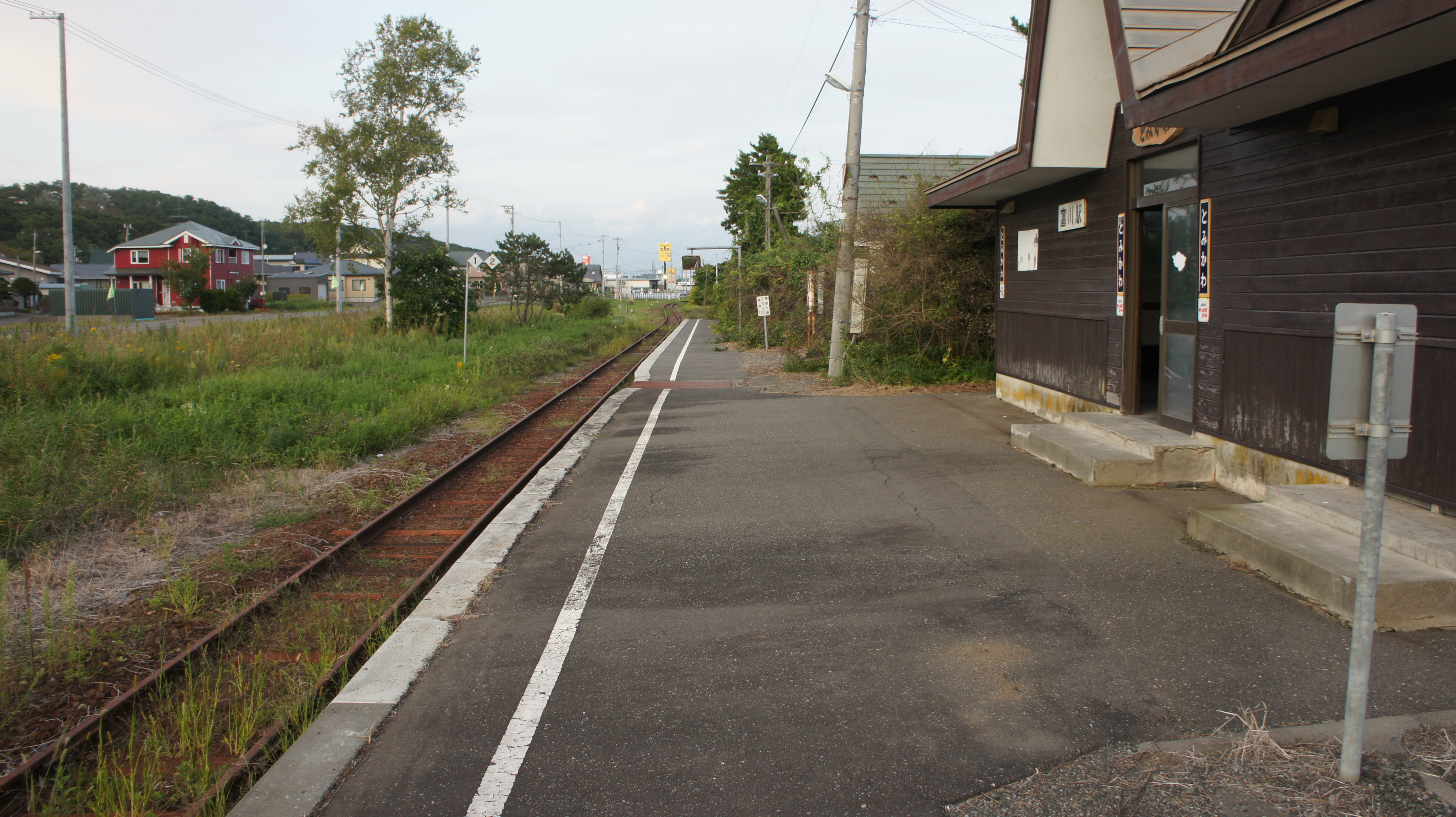
ホーム（2017年9月）
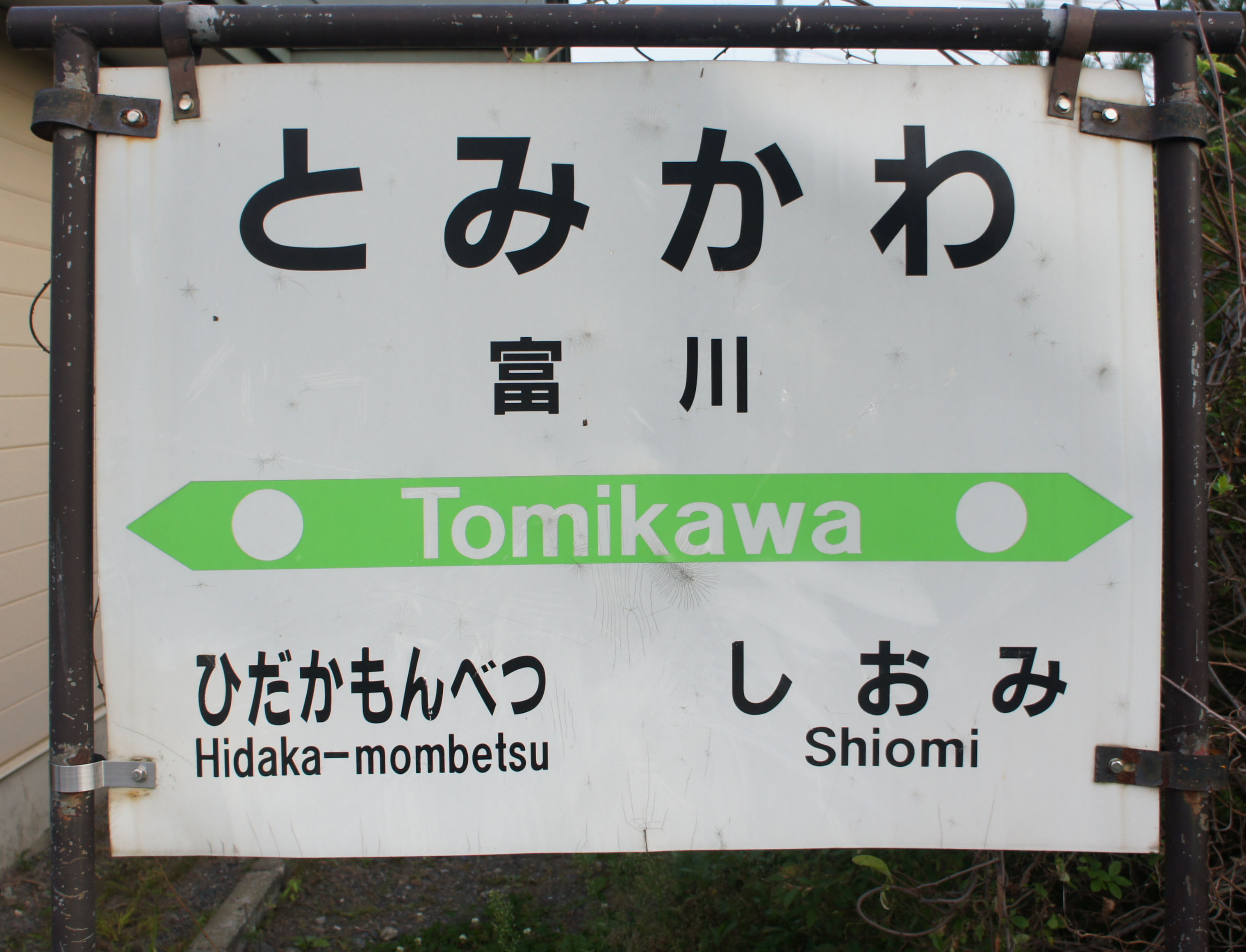
駅名標（2017年9月）

## 利用状況
乗車人員の推移は以下のとおり。年間の値のみ判明している年については、当該年度の日数で除した値を括弧書きで1日平均欄に示す。乗降人員のみが判明している場合は、1/2した値を括弧書きで記した。
また、「JR調査」については、当該の年度を最終年とする過去の各調査日における平均である。当駅についてはバス代行期間が存在するため、一部でバスと列車が別集計となっているほか、各年で集計期間が異なる。備考も参照。
| 年度               | 乗車人員 | 乗車人員 | 乗車人員 | 乗車人員 | 出典       | 備考                                                        |
| 年度               | 年間     | 1日平均  | JR調査   | JR調査   | 出典       | 備考                                                        |
| 年度               | 年間     | 1日平均  | 列車     | 代行バス | 出典       | 備考                                                        |
| ------------------ | -------- | -------- | -------- | -------- | ---------- | ----------------------------------------------------------- |
| 1981年（昭和56年） |          | (170.5)  |          |          | [ 12 ]     | 1日乗降人員：341                                            |
| 1992年（平成04年） |          | (137.0)  |          |          | [ 9 ]      | 1日乗降人員：274                                            |
| 2014年（平成26年） |          |          | 109      |          | [ JR北 4 ] | 当年の列車は単年の値。                                      |
| 2017年（平成29年） |          |          |          | 81       | [ JR北 5 ] | 2015年度末から鵡川 - 様似間バス代行。当年のバスは単年の値。 |
| 2018年（平成30年） |          |          |          | 87.5     | [ JR北 6 ] | 代行バスの値は過去2年平均                                   |
| 2019年（令和元年） |          |          |          | 77.5     | [ JR北 7 ] | 代行バスの値は過去3年平均                                   |
| 2020年（令和02年） |          |          |          | 69.3     | [ JR北 8 ] | 代行バスの値は過去4年平均                                   |

## 駅周辺
周囲は材木工場などがあり、原木なども積んである。市街地は国道を中心に広がる。
- 国道235号
- 国道237号
- 北海道道289号富川停車場線
- 日高自動車道日高富川インターチェンジ
- 日高町役場水くらしサービスセンター
- 門別警察署
- 門別警察署富川交番
- 富川郵便局
- 苫小牧信用金庫富川支店
- びらとり農業協同組合（JAびらとり）富川支所
- 北海道富川高等学校
- 日高町立富川中学校
- 日高町立富川小学校
- さるがわせせらぎ公園
- 門別郷土資料館
- 日高ケンタッキーファーム（2008年閉園）
- 門別競馬場 - 駅からタクシーで10分。
- 沙流川
- 道南バス「富川駅前」停留所
- 道南バス「富川大町」停留所（国道235号沿い）

## 隣の駅
北海道旅客鉄道（JR北海道）
日高本線
汐見駅 - *（臨）フイハップ浜駅 - 富川駅 - 日高門別駅
*:打消線は区間廃止前からの廃駅

### かつて存在した路線
沙流鉄道（旧・沙流軌道）
沙流鉄道線（廃止）
佐瑠太駅 - 東佐瑠太駅